# إيما رييس
إيما رييس (بالإسبانية: Emma Reyes)‏ هي كاتِبة ورسامة كولومبية، ولدت في 1919 في بوغوتا في كولومبيا، وتوفيت في 12 يوليو 2003 في بوردو في فرنسا.